# Veyrignac
Veyrignac is een gemeente in het Franse departement Dordogne (regio Nouvelle-Aquitaine) en telt 233 inwoners (1999). De plaats maakt deel uit van het arrondissement Sarlat-la-Canéda.

## Geografie
De oppervlakte van Veyrignac bedraagt 9,7 km², de bevolkingsdichtheid is 24,0 inwoners per km².
De onderstaande kaart toont de ligging van Veyrignac met de belangrijkste infrastructuur en aangrenzende gemeenten.

## Demografie
Onderstaande figuur toont het verloop van het inwonertal (bron: INSEE-tellingen).